# Saleh Abdel Hai
Saleh Abdel Hay (àrab: صالح عبد الحي, Ṣāliḥ ʿAbd al-Ḥayy) (el Caire, 16 d'agost de 1896-5 de març de 1962), conegut com «el cavaller del cant tradicional», fou un artista egipci i una de les figures més destacades del cant egipci tradicional.

## Biografia
Hi ha informació contradictòria sobre la data del seu naixement, alguns dels quals la daten a l'any 1889, i alguns diuen que va ser l'any 1896. Va passar mig segle sencer cantant contínuament i va estudiar amb Abdo Al-Hamouli, Abdel-Hay Hilmi i Salama Hegazy, i no coneixia tant com ells els principis del cant i les regles del ritme i la interpretació, però distingit per la dolçor de la veu, la dolçor del to, l'extensió de l'ànima i el gran interès per les tradicions del cant oriental autèntic, Saleh Abdel Hay representa l'últim enllaç entre dues èpoques separades del renaixement artístic, a saber, el l'època d'Abdou Al-Hamouli i Muhammad Othman, i l'època d'Umm Kulthum, Abdel Wahab i Riad Al-Sunbati, per a qui va compondre moltes de les seves cançons més boniques.
La passió de Saleh Abdel-Hay per escoltar muwashahat d'aquesta categoria, que es deia sohbajiyya fajr (Retirada a l'alba). Cadascun d'ells tenia el seu ofici al matí, i pels seus noms era evident que eren aficionats, amb un ofici que estava lluny de ser art. Eren una empresa que solia donar festes a la tarda fins a primera hora del matí.

## Estrelles de l'escola Sahbajiya
- Al-Bushi Al-Bulaqi
- Hariri
- Almakoji
- Tararbashi
- El pastisser
- Karim Al Khayyat

Saleh Abdel-Hay Mwazi va aprendre els ritmes paral·lels "dharubat", que és una de les bases més importants de l'art musical, de Hajj Rashid, Hajj Khalil i Azouz Al-Sahbaji. És interessant que Al-Sahbaji sovint cantava paraules que no ho eren mesurades. Però ell solia eludir el metre dels ritmes de la melodia amb alguns gemecs, obrint així el camí per interpretar les estrofes amb la forma correcta i sonora.
Després va venir el següent pas a la vida de Saleh Abdel-Hay quan va estudiar amb Muhammad Omar, el gran intèrpret de qanun de Takht Youssef Al-Manilawi i Takht Abdel-Hay Helmy, l'oncle de Saleh Abdel-Hay. Abdul Hay va començar el seu seriós treball artístic amb el cantant Al-Mawwal, i va destacar-hi, fins que va dominar aquest gènere a la comunitat artística, i la seva veu clara i ressonant va atreure masses d'admiradors i va arrabassar el lideratge als seus competidors com ara: Zaki Murad, el pare de Laila Murad i Munir Murad, i Sheikh Al-Sayyid Al-Safti i Muhammad.
Salem Al-Agouz i Abdel-Latif Al-Banna, després Saleh Abdel-Hay van practicar tot tipus d'estils musicals, van destacar sobre els seus col·legues i es van convertir en l'estrella del seu temps. Saleh Abdel Hay era fort i tenia una veu dolça Va seguir sent el cavaller individual del cant tradicional, Hayy, abans de morir a principis dels seixanta van aparèixer les emissores de ràdio privades, i després la ràdio estatal, van ser una gran alegria per als aficionats a l'art de Saleh per escoltar el seu cant inigualable, i va continuar sent el fidel guardià de les melodies d'Abd al-Rahim al-Masloub, Abduh al-Hamouli, Muhammad Othman, i Abu al-Ala Muhammad i altres mestres de la composició i el cant.
Tanmateix, Saleh Abdel-Hay també va contribuir al camp del teatre musical. Quan Munira al-Mahdia va estar en desacord amb Muhammad Abd al-Wahhab el 1927 mentre presentava el musical "Cleopatra i Marc Antoine", Munira va convidar a Saleh Abd, per interpretar el paper d'Antonio.
Després d'aquesta experiència, va compondre un grup de teatre musical sota el seu nom l'any 1929, i Zakaria Ahmed i Muhammad Al-Qasabji van compondre per a ell, però la seva estrella havia declinat en el teatre musical. La crisi econòmica mundial semblava afectar l'economia egípcia es va deteriorar i la companyia de teatre de Saleh Abdel Hay es va dissoldre.
Saleh Abdel Hay va cantar melodies de compositors antics i moderns que van preservar l'esperit del cant egipci autèntic, com ara:
- Muhammad Alkasabji
- Mustafa Reza Bey
- Ahmed Abdul qadir
- Ahmed Sedki
- Marsa al, Hariri
- Muhammad Qasim

Saleh Abdel Hay no es va casar i, per tant, no va tenir fills. Va viure tota la seva llarga vida cantant per ell mateix, portant l'estendard del cant egipci antic i modern, conservant l'autèntica herència àrab.